# Sabine Adatepe
Sabine Adatepe, bis 1996 Sabine Atasoy, (geboren 1963 in Hamburg) ist eine deutsche literarische Übersetzerin aus dem Türkischen.

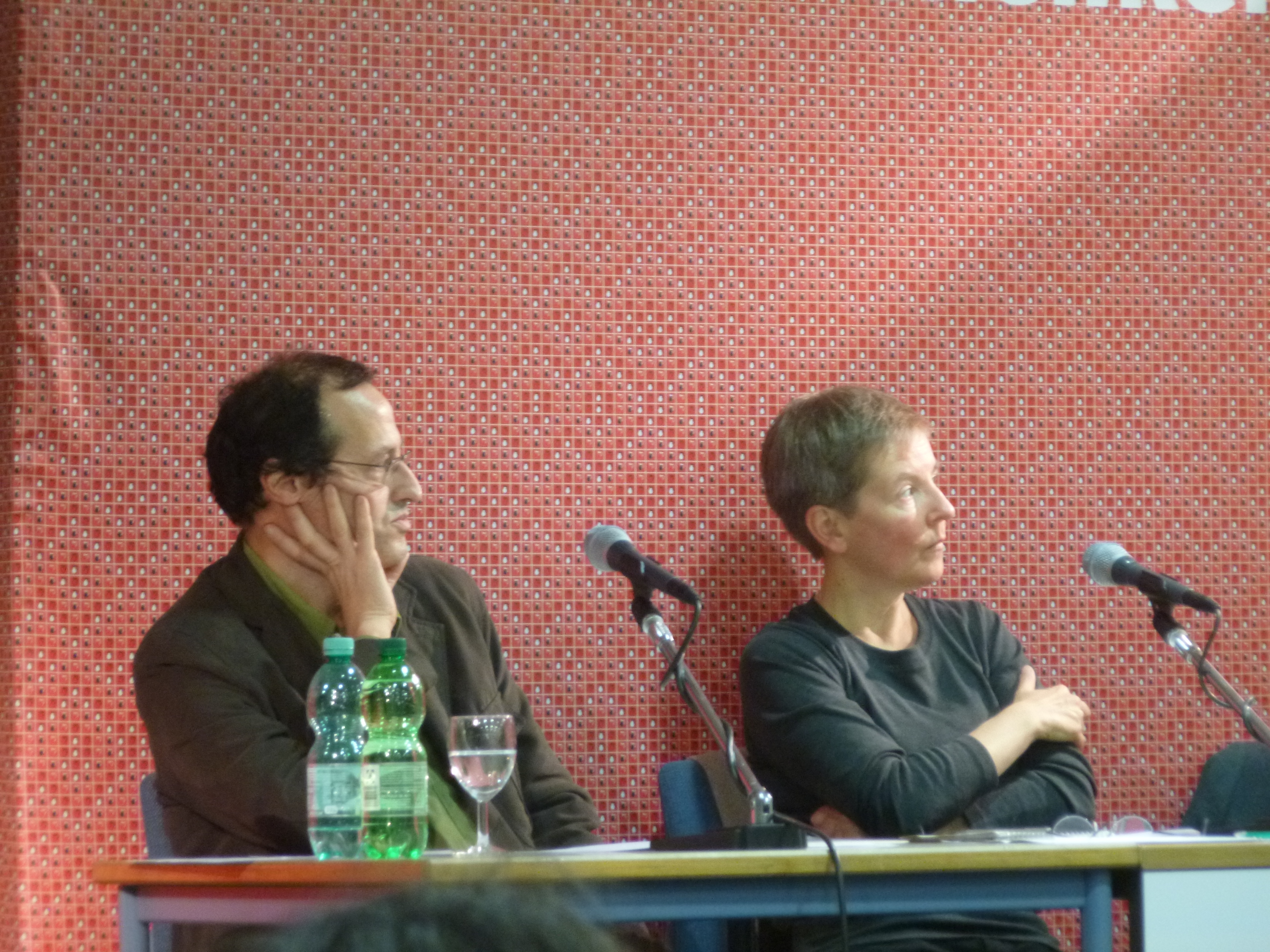
Tanıl Bora und Sabine Adatepe (2014)

## Leben
Sabine Adatepe bekam als Jugendliche Kontakt zur Hamburger Migrantenszene und lernte dabei auch Türkisch. Sie studierte ab 1987 Turkologie, Iranistik und Germanistik an der Universität Hamburg mit einem Magisterabschluss. Sie hielt sich ab 1996 in Istanbul auf und war dort unter anderem am Deutschen Orient-Institut und am Goethe-Institut tätig. Seit 1999 lebt Adatepe wieder in Hamburg und arbeitete als Lehrerin für Deutsch als Fremdsprache, bevor sie sich ganz aufs Übersetzen, Schreiben und die politische Kulturarbeit verlegte.
Sie ist seit 2014 Mitglied im Beirat des Essener Literatürk Festivals. 2020 erhielt sie ein Barthold-Heinrich-Brockes-Stipendium des Deutschen Übersetzerfonds.
Adatepe hat Werke aus der türkischen Gegenwartsliteratur ins Deutsche übersetzt, zu den von ihr übersetzten Autoren gehören Barbaros Altuğ, Musa Anter, Kaan Arslanoğlu, Ayşegül Çelik, Can Dündar, Hakan Günday, Sema Kaygusuz, Talât Pascha, Burhan Sönmez, Ece Temelkuran, Menekşe Toprak, Ahmet Ümit, Deniz Yücel.
Der Autor Hakan Günday und Sabine Adatepe als seine Übersetzerin erhielten 2022 den Calwer Hermann-Hesse-Preis.

## Schriften (Auswahl)
- Mehmed Uzun: Einführung in die kurdische Literatur : eine Studie. Übersetzung Sabine Atasoy. St. Gallen : Ararat, 1994
- Kein Frühling für Bahar. Mehr als eine Hamburger Migrationsgeschichte. Roman. Hamburg: acabus, 2013
- (Hrsg.): GEZI. Eine literarische Anthologie. Berlin: Binooki, 2014
- Lichtblau #mavi. Roman. Frankfurt am Main: Größenwahn, 2022